# ميخائيل فرنسيس
ميخائيل فرنسيس (بالإنجليزية: Michael Francis) هو منافس ألعاب قوى أمريكي، ولد في 29 أكتوبر 1970.

## وصلات خارجية
- ميخائيل فرنسيس على موقع الاتحاد الدولي لألعاب القوى (الإنجليزية)
- ميخائيل فرنسيس على موقع أوليمبيديا (الإنجليزية)